# Martes flavigula
La martora dalla gola gialla o martora himalayana (Martes flavigula) è un mammifero carnivoro appartenente alla famiglia dei Mustelidae che vive in Asia.

## Descrizione
Si distingue dalla faina per le sue grandi dimensioni: è lunga in media 55–60 cm, la coda misura 35–40 cm e può pesare 3,5 kg. Il mantello è di più colori, nero o marrone scuro sulla testa, nella parte terminale del dorso, sulle zampe e sulla coda, bianco sul labbro superiore, sul mento e la gola, giallo chiaro splendente o marrone chiarissimo su tutto il resto del corpo.

## Distribuzione e habitat
È diffusa nelle foreste montane temperate dell'Himalaya, dell'Asia sudorientale e dell'Asia orientale, compreso l'estremo oriente russo e la penisola coreana. Si può trovare anche in Indocina, a Sumatra, a Giava e nel Borneo.

## Biologia
Le martore dalla gola gialla cacciano spesso insieme ed osano attaccare anche tassi, moschi e caprioli. Essendo animali relativamente pesanti e robusti sono legati particolarmente al terreno e mangiano anche rettili, lucertole e insetti. Tuttavia sono buoni arrampicatori e inseguono gli scoiattoli fino in cima agli alberi. Durante le loro ampie incursioni borbottano ed emettono dei versi quasi ininterrottamente.

## Conservazione
Sebbene la M. flavigula sia classificata nella IUCN red list come specie a basso rischio, la sottospecie M. f. robinsoni, endemica dell'isola di Giava, in Indonesia, viene classificata come in pericolo di estinzione.